# Skiff féminin aux Jeux olympiques d'été de 2016
Navigation
Londres 2012 Tokyo 2020
L'épreuve féminine de skiff des Jeux olympiques d'été 2016 de Rio de Janeiro a lieu sur le Lagoa Rodrigo de Freitas du 6 au 13 août 2016.

## Résultats
Légende :
- Q : Qualifiée pour les quarts de finale
- R : Reversée en repêchages
- SA/B : Qualifiée pour les demi-finales (A/B)
- FA : Qualifiée pour la finale (A)

### Séries
Les trois premières de chaque série sont qualifiées pour les quarts de finale, les autres vont en repêchage.

#### Série 1
| Rang | Rameuse               | Pays         | Temps         | Notes |
| ---- | --------------------- | ------------ | ------------- | ----- |
| 1    | Kenia Lechuga         | Mexique      | 8 min 11 s 44 | Q     |
| 2    | Micheen Thornycroft   | Zimbabwe     | 8 min 18 s 88 | Q     |
| 3    | Kim Brennan           | Australie    | 8 min 22 s 82 | Q     |
| 4    | Kim Ye-ji             | Corée du Sud | 8 min 24 s 79 | R     |
| 5    | Anna Malvina Svennung | Suède        | 8 min 48 s 46 | R     |
| 6    | Emily Morley          | Bahamas      | 9 min 22 s 12 | R     |

#### Série 2
| Rang | Rameuse           | Pays       | Temps         | Notes |
| ---- | ----------------- | ---------- | ------------- | ----- |
| 1    | Gevvie Stone      | États-Unis | 8 min 29 s 67 | Q     |
| 2    | Fie Udby Erichsen | Danemark   | 8 min 30 s 07 | Q     |
| 3    | Lina Šaltytė      | Lituanie   | 8 min 35 s 92 | Q     |
| 4    | Mahsa Javar       | Iran       | 8 min 39 s 28 | R     |
| 5    | Lucia Palermo     | Argentine  | 8 min 47 s 01 | R     |
| 6    | Dewi Yuliawati    | Indonésie  | 9 min 36 s 10 | R     |

#### Série 3
| Rang | Rameuse             | Pays      | Temps         | Notes |
| ---- | ------------------- | --------- | ------------- | ----- |
| 1    | Carling Zeeman      | Canada    | 8 min 41 s 12 | Q     |
| 2    | Sanita Puspure      | Irlande   | 9 min 11 s 45 | Q     |
| 3    | Nadia Negm          | Égypte    | 9 min 14 s 55 | Q     |
| 4    | Phuttharaksa Nikree | Thaïlande | 9 min 17 s 95 | R     |
| 5    | Camila Valle        | Pérou     | 9 min 30 s 60 | R     |

#### Série 4
| Rang | Rameuse              | Pays           | Temps         | Notes |
| ---- | -------------------- | -------------- | ------------- | ----- |
| 1    | Duan Jingli          | Chine          | 8 min 18 s 57 | Q     |
| 2    | Jeannine Gmelin      | Suisse         | 8 min 28 s 10 | Q     |
| 3    | Saiyidah Aisyah      | Singapour      | 8 min 44 s 71 | Q     |
| 4    | Huang Yi-ting        | Taipei chinois | 8 min 51 s 74 | R     |
| 5    | Svetlana Germanovich | Kazakhstan     | 9 min 34 s 15 | R     |

#### Série 5
| Rang | Rameuse            | Pays               | Temps         | Notes |
| ---- | ------------------ | ------------------ | ------------- | ----- |
| 1    | Magdalena Lobnig   | Autriche           | 8 min 26 s 83 | Q     |
| 2    | Miroslava Knapková | République tchèque | 8 min 28 s 90 | Q     |
| 3    | Chierika Ukogu     | Nigeria            | 8 min 35 s 34 | Q     |
| 4    | Amina Rouba        | Algérie            | 8 min 55 s 09 | R     |
| 5    | Claire Akossiwa    | Togo               | 9 min 56 s 43 | R     |

#### Série 6
| Rang | Rameuse            | Pays              | Temps         | Notes |
| ---- | ------------------ | ----------------- | ------------- | ----- |
| 1    | Emma Twigg         | Nouvelle-Zélande  | 8 min 17 s 02 | Q     |
| 2    | Ekaterina Karsten  | Biélorussie       | 8 min 21 s 21 | Q     |
| 3    | Michelle Pearson   | Bermudes          | 8 min 22 s 15 | Q     |
| 4    | Gabriela Mosqueira | Paraguay          | 8 min 27 s 39 | R     |
| 5    | Felice Chow        | Trinité-et-Tobago | 8 min 31 s 83 | R     |

### Repêchages
Les deux premières de chaque séries sont qualifiées pour les quarts de finale. Les autres disputent les demi-finales E/F.

#### Repêchage 1
| Rang | Rameuse      | Pays              | Temps         | Notes |
| ---- | ------------ | ----------------- | ------------- | ----- |
| 1    | Amina Rouba  | Algérie           | 8 min 04 s 21 | Q     |
| 2    | Felice Chow  | Trinité-et-Tobago | 8 min 04 s 91 | Q     |
| 3    | Mahsa Javar  | Iran              | 8 min 06 s 57 | SE/F  |
| 4    | Emily Morley | Bahamas           | 8 min 22 s 77 | SE/F  |
| 5    | Camila Valle | Pérou             | 8 min 32 s 66 | SE/F  |

#### Repêchage 2
| Rang | Rameuse         | Pays           | Temps         | Notes |
| ---- | --------------- | -------------- | ------------- | ----- |
| 1    | Kim Ye-ji       | Corée du Sud   | 7 min 59 s 59 | Q     |
| 2    | Lucia Palermo   | Argentine      | 8 min 00 s 59 | Q     |
| 3    | Huang Yi-ting   | Taipei chinois | 8 min 01 s 27 | SE/F  |
| 4    | Claire Akossiwa | Togo           | 9 min 04 s 76 | SE/F  |

#### Repêchage 3
| Rang | Rameuse               | Pays       | Temps         | Notes |
| ---- | --------------------- | ---------- | ------------- | ----- |
| 1    | Anna Malvina Svennung | Suède      | 7 min 46 s 35 | Q     |
| 2    | Gabriela Mosqueira    | Paraguay   | 7 min 59 s 32 | Q     |
| 3    | Svetlana Germanovich  | Kazakhstan | 8 min 00 s 42 | SE/F  |
| 4    | Phuttharaksa Nikree   | Thaïlande  | 8 min 07 s 92 | SE/F  |
| 5    | Dewi Yuliawati        | Indonésie  | 8 min 14 s 81 | SE/F  |

### Quarts de finale

#### Série 1
| Rank | Rower              | Country            | Time          | Notes |
| ---- | ------------------ | ------------------ | ------------- | ----- |
| 1    | Emma Twigg         | Nouvelle-Zélande   | 7 min 31 s 79 | SA/B  |
| 2    | Miroslava Knapková | République tchèque | 7 min 37 s 04 | SA/B  |
| 3    | Kenia Lechuga      | Mexique            | 7 min 44 s 11 | SA/B  |
| 4    | Kim Ye-ji          | Corée du Sud       | 7 min 51 s 80 | SC/D  |
| 5    | Gabriela Mosqueira | Paraguay           | 7 min 54 s 49 | SC/D  |
| 6    | Saiyidah Aisyah    | Singapour          | 7 min 56 s 00 | SC/D  |

#### Série 2
| Rank | Rower                 | Country           | Time          | Notes |
| ---- | --------------------- | ----------------- | ------------- | ----- |
| 1    | Gevvie Stone          | États-Unis        | 7 min 27 s 04 | SA/B  |
| 2    | Jeannine Gmelin       | Suisse            | 7 min 29 s 66 | SA/B  |
| 3    | Magdalena Lobnig      | Autriche          | 7 min 35 s 37 | SA/B  |
| 4    | Anna Malvina Svennung | Suède             | 7 min 38 s 07 | SC/D  |
| 5    | Felice Chow           | Trinité-et-Tobago | 8 min 02 s 53 | SC/D  |
| 6    | Nadia Negm            | Égypte            | 8 min 25 s 75 | SC/D  |

#### Série 3
| Rank | Rower                      | Country  | Time          | Notes |
| ---- | -------------------------- | -------- | ------------- | ----- |
| 1    | Fie Udby Erichsen          | Danemark | 7 min 33 s 24 | SA/B  |
| 2    | Micheen Thornycroft        | Zimbabwe | 7 min 34 s 38 | SA/B  |
| 3    | Carling Zeeman             | Canada   | 7 min 34 s 52 | SA/B  |
| 4    | Michelle "Shelley" Pearson | Bermudes | 7 min 34 s 90 | SC/D  |
| 5    | Chierika Ukogu             | Nigeria  | 7 min 54 s 44 | SC/D  |
| 6    | Amina Rouba                | Algérie  | 8 min 21 s 06 | SC/D  |

#### Série 4
| Rank | Rower             | Country     | Time          | Notes |
| ---- | ----------------- | ----------- | ------------- | ----- |
| 1    | Kim Brennan       | Australie   | 7 min 26 s 86 | SA/B  |
| 2    | Duan Jingli       | Chine       | 7 min 27 s 88 | SA/B  |
| 3    | Ekaterina Karsten | Biélorussie | 7 min 28 s 03 | SA/B  |
| 4    | Sanita Pušpure    | Irlande     | 7 min 28 s 68 | SC/D  |
| 5    | Lina Šaltytė      | Lituanie    | 7 min 38 s 39 | SC/D  |
| 6    | Lucia Palermo     | Argentine   | 7 min 56 s 61 | SC/D  |

### Demi-finales

#### Demi-finales E/F
Les trois premières se qualifient pour la finale E, les autres disputent la finale F. 

##### Série 1
| Rank | Rower               | Country        | Time          | Notes |
| ---- | ------------------- | -------------- | ------------- | ----- |
| 1    | Huang Yi-ting       | Taipei chinois | 8 min 38 s 21 | FE    |
| 2    | Mahsa Javar         | Iran           | 8 min 45 s 54 | FE    |
| 3    | Phuttharaksa Nikree | Thaïlande      | 8 min 51 s 99 | FE    |
| 5    | Camila Valle        | Pérou          | 9 min 11 s 91 | FF    |

##### Série 2
| Rank | Rower                | Country    | Time          | Notes |
| ---- | -------------------- | ---------- | ------------- | ----- |
| 1    | Svetlana Germanovich | Kazakhstan | 8 min 29 s 81 | FE    |
| 2    | Dewi Yuliawati       | Indonésie  | 8 min 39 s 95 | FE    |
| 3    | Emily Morley         | Bahamas    | 8 min 46 s 09 | FE    |
| 4    | Claire Akossiwa      | Togo       | 9 min 25 s 60 | FF    |